# Боровеньки
Боро́веньки — село в Україні, у Сєвєродонецькій міській громаді Сєвєродонецького району Луганської області.
Село розташоване на берегах річки Борової, притоки річки Сіверський Донець.

## Історія
Офіційно роком заснування села Боровеньки вважається 1711 рік. Саме в цьому році сюди прийшли поселенці з центральної України та створили постійне поселення. У XIX столітті на території села була знайдена стоянка первісної людини. Цією землею пройшло багато кочових племен. Полювали тут скіфи, половці, сармати, кімерійці. Саме через Боровеньки проходив Кальміуський шлях, яким кримські татари йшли грабувати Москву. Він пролягав лівим берегом річки Борової. Саме для захисту від татар у регіоні утворювались козацькі поселення.
В 1707 році частина донських козаків — жителів Борівського переселилися на річку Борову (в ті часи її називали Боровенькою). Так виникло ще одне містечко Ново-Борівське на місці сучасного села Боровеньки. Після придушення Булавінського повстання 1707—1709 рр., у якому брали участь козаки Нового Борівського, каральний загін князя Долгорукого вчинив жорстоку розправу над учасниками повстання. Найактивніші з них після жорстоких катувань були страчені, інші заслані на каторжні роботи в Азов. Багато жителів, звичайно, розбіглися, зникнувши в лісах і балках. В 1709 році указом Петра І від 5 липня землі Ново-Борівського містечка передавалися Святогорському монастирю. Однак у справу втрутився Азовський губернатор П. Толстой, який попросив царя передати землі Нового Борівського йому. У 1710 році царським указом від 5 червня право на володіння землями Нового Борівського було закріплено за губернатором П. Толстим, але земля йому відмежована так і не була. В 1725 році архімандрит Святогорського Успенського монастиря, не втрачаючи надії. Звернувся з усною скаргою до коменданта у місті Бахмуті. Він повідомляв, що «борівські жителі на їх новоборівській землі за межовими гранями побудували хутори й розораними їхніми землями і сінними косовищами володіють». За скаргою архімандрита Бахмутська провінційна канцелярія в 1726 році послала туди управителя Старого Борівського селища Полікарпа Сиромятіна. Сиромятін розмежував землю й оголосив жителям Нового Борівського юрту, щоб вони «у тім юрту не жили й угіддями його не володіли». Тобто не користувалися монастирською землею.
Так землями Нового Борівського містечка заволодів Святогірський монастир. Невідомо. Пішли із цих земель вихідці з Борівського, або хтось залишився й перейшов у підданство монастиря. Але незабаром тут оселились українці, або як тоді говорили, малороси, а поселення назвали Боровеньками (від назви річки). Особливо активно з 1732 р., сюди почали переселятися селяни з Правоборежної України і облаштовувати тут хутори. Ну а за принципом «свій до свого…» до них могли приставати і втікачі з Острогозького слобідського полку. Ось звідки тут українська мова.
Не довго, однак, володів монастир землями Нового Борівського містечка. За указом 1764 року про секуляризацію церковних землеволодінь, Боровеньки, як й інші монастирські володіння, перейшли у відомство Економічної колегії, стали державними.
У 1765 р. слобода Борвенька мала Миколаївську церкву, Священник Стефан Андрійович Дмитриєв.(рос.) 
У 1772 році в Боровеньках за благословенням блаженного Тихона, святителя Воронезького, був збудований новий храм в ім'я Святого Миколая.
1774 рік. У Боровеньках, Краснянці та Кремінній побував відомий мандрівник, академік Російської Академії наук, Іоан Гільденштедт, який здійснив першу спеціальну наукову експедицію в Україну з метою систематичного описання краю і його жителів. Подорожуючи з Боровеньок у Краснянку, Гільденштедт так описав місцевість:
```
«З Боровеньок вирушили ми на захід до однодворчеської слободи 
Краснянки
, що лежала на березі Дінця. 8 верст дорога йшла глинистим підвищеним степом, потім на 3 версти йшла низина, зрошувана потоками і зайнята прекрасним гаєм з дубовими, осиковими, вільховими та вербовими деревами. Потім 2 версти йшла дещо піщана рівнина, яка ближче до 
Краснянки
 зайнята соснами, березами, вільхою, тополею та вербою. Нарешті, на березі Дінця ростуть
 
— дуб, берест, вільха, верба, клен, свидина терен, лісова яблуня, лісова груша і осика».
```

В 1784 році в Боровеньки та Єпіфанівці, казенних українців (малоросіян) і поселян проживало 1939 чоловіків і 1875 жінок. За цими селами було закріплено 32460 десятин придатної землі та 8301 десятина — непридатної.
Для порівняння в Кремінній в той час проживало 764 чоловіків і 739 жінок. Їм належало 14000 десятин орної землі та 1900 десятин — непридатної.
В 1858 році в Харкові вийшла з друку праця архієпископа Харківського Філарета (Гумілевського) «Историко-статистическое описание Харьковской епархии» де було зібрано багато архівних матеріалів з історії Слобожанщини. У 5-му розділі були подані відомості про Боровеньки та інші села. Філарет писав що парафіяни Боровенського храму різко відрізняються від жителів інших місць патріархальною простотою, чистотою моральності та набожністю. Ще він писав що в 1818 році житель Боровеньок штабс-капітан Іван Федорович Маяцький передав Боровенському храму Святого Миколая різних дарів на 330 карбованців сріблом. З числа священиків, що служили храму, відомі Ісакій Мухін і Онисим Григорович.
Кількість парафіян:
- в 1790 році 1110 чоловіків, 1107 жінок;
- в 1800 році 996 чоловіків, 1026 жінок;
- в 1810 році 1153 чоловіків, 1148 жінок;
- в 1830 році 1515 чоловіків, 1549 жінок;
- в 1850 році 956 чоловіків, 924 жінок.

Зменшення спостерігалось після епідемій холери в 1831, 1848 рр та цинги в 1849 р.
Кожного року в селі проводились ярмарки: 23 квітня — Георгіївська та 14 жовтня (в день Параскеви за старим стилем) — Параскевіївська. Кожний ярмарок був по два дні.

## Нове Борівське— Боровеньки
В документах про Булавинське повстання, з початку якого в нашому році виконується 304 роки, неодноразово згадуються городки донських козаків Старе Борівське й Нове Борівське. У «Відписці полковника І. Теляшова про вбивство князя Долгорукого й про приєднання верхівкових козачих городків до повсталих» повідомляється, що 12 жовтня 1707 року отаман Старого Борівського містечка зі своєю станицею зустріли Булавіна із хлібом, вином і з медом і прийняли в станичну хату. Далі в документі сказано: «А підуть вони (булавинці) по козачим містечкам у Нове Борівське, у Краснянськ, на Сухарів, на Кабанє, на Крейдовий (Міловий) брід, на Сватові Лучки, на Бахмут».
В тому ж документі знову згадуються Старе і Нове Борівські містечка.
Виникає питання: де ж розташовувалися козацькі містечка Старе й Нове Борівське? Для багатьох це було загадкою. Деякі автори, не навантаживши себе пошуком архівних документів, намагалися розгадати її за власним розумінням. Наприклад, автори нарису про Борівське, що був опублікований в «Історії міст і сіл Української РСР. Ворошиловградська область» 1976 р., написано, що на початку Борівське містечко розташовувалося на самому березі річки Сіверський Донець. Але оскільки під час весняних паводків вода затоплювала житла, частина жителів перенесла свої хати на більш високе місце у двох верстах від Сіверського Дінця. Так, на їхню думку, виникло Нове Борівське містечко, а за колишнім закріпилася назва Старого Борівського. Це припущення, однак, не має під собою ґрунту.
Старе Борівське містечко, або нинішнє Борівське, засноване в 1677 році. Нове Борівське містечко, як випливає з відписки Тевяшова, восени 1707 року вже існував. Більше ранніх згадувань про нього не виявлено. Хоча місцева влада обстежила цей регіон з метою виявлення нових поселень. Тому за час заснування Нового Борівського містечка можна прийняти 1707 рік.
Як свідчать документи, Нове Борівське було засновано вихідцями з Борівського. Вони оселилися на річці Боровій, котру часто називали Боровенькою. За назвою річки й поселення одержало ім'я Боровеньки. Нове Борівське перебувало на відстані 20-25 км від Борівського, що у той час стали називати Старим Борівським містечком.
Після придушення Булавинського повстання каральний загін князя Долгорукого вчинив жорстоку розправу над учасниками повстання. Найактивніші з них після жорстоких катувань були страчені, інші заслані на каторжні роботи в Азов, у тому числі 25 жителів Борівського. Багато жителів, звичайно, розбіглися, зникнувши в лісах і балках. Землі розорених селищ передавалися іншим відомствам.
Багато селищ донських козаків виникали на незручних землях у важкодоступних місцях. На ці землі мало було претендентів. А от заволодіти багатими землями Нового Борівського знайшлися охочі. Імператорським указом від 5 липня 1709 року оголошувалося про передачу їх Святогірському Успенському монастирю. Однак самого указу або виписки з нього монастир не одержав: у справу втрутився азовський губернатор Толстой. Тим же указом у розпорядження губернатора передавалися землі Трьохізбенського містечка (селища). Однак ґрунти там були малопридатними для обробки. І губернатор звернувся до царя із чолобитною, у якій просив віддати йому для поселення селян землі Нового Борівського. В 1710 році він одержав такий указ.
Для відмежування землі губернатор прислав з Таганрога в Нове Борівське дворянина Спесивцева. Але йому не довелось виконати доручення. В 1711 році за Прутським миром між Московським царством та Османською імперією Московія зобов'язалася віддати османам Азов, а новоспоруджені фортеці Таганрог, Кам'яний Затон і Богородицьк зрити. До того ж і сам Спесивцев незабаром помер, а в губернатора з'явилися нові проблеми. Йому вже було не до земель Нового Борівського.
У 1725 році архімандрит Святогорского Успенського монастиря звернувся з усною скаргою до коменданта Бахмута Львова. Він повідомляв, що «борівські жителі на їх новоборівській землі за межовими гранями побудували хутори й розораними їхніми землями і сінними косовищами володіють». За скаргою архімандрита бахмутська провінційна канцелярія в 1726 році послала туди управителя Старого Борівського селища Полікарпа Сиромятіна. Сиромятін розмежував землю й оголосив жителям Нового Борівського юрту, щоб вони «у тім юрту не жили й угіддями його не володіли».
Так землями Нового Борівського містечка заволодів Святогірський монастир. Невідомо, пішли із цих земель вихідці з Борівського, або хтось залишився й перейшов у підданство монастиря. Але незабаром тут оселились українці, а поселення назвали Боровеньками (від назви річки).
Не довго, однак, володів монастир землями Нового Борівського містечка. За указом 1764 року про секуляризацію церковних землеволодінь, Боровеньки, як й інші монастирські володіння, перейшли у відомство Економічної колегії, стали державними. В 1774 році в цих краях подорожував академік Петербурзької академії наук І. А. Гільденштедт. У своїй книзі «Подорож по Росії й Кавказьких горах» він згадував і про Боровеньки. «Обидві ці слободи, — писав він, маючи на увазі Боровеньки й Містки, — населені малоросами й донедавна належали монастирю. Тепер же відібрані в скарбницю й підпорядковані до Бахмутського округу. Обома відає гусарський ротмістр, що живе в Боровеньках».
Так виникло і закінчило своє існування поселення донських козаків Нове Борівське.

## Новітня історія
12 березня 2015-го від кулі снайпера у селі Боровеньки загинув солдат 1-го окремого інженерно-будівельного батальйону Ігор Балда.

## Назви районів
Місцєві мешканці поділяють село на райони:
- Варяківка, Соломенка,Церковка,Гора,Сопляківка,Піщанка, Заборченка,Кут.

## Галерея

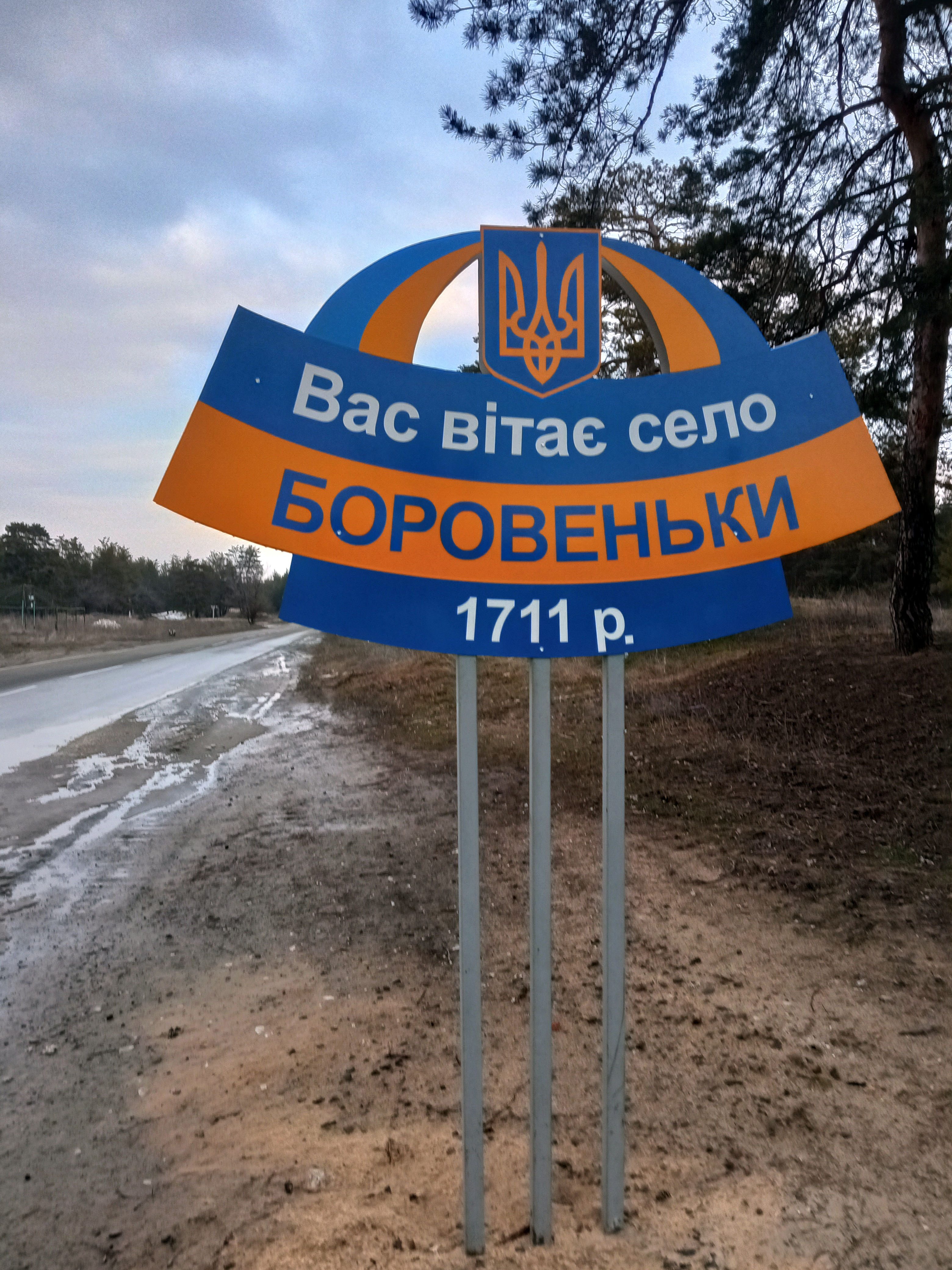
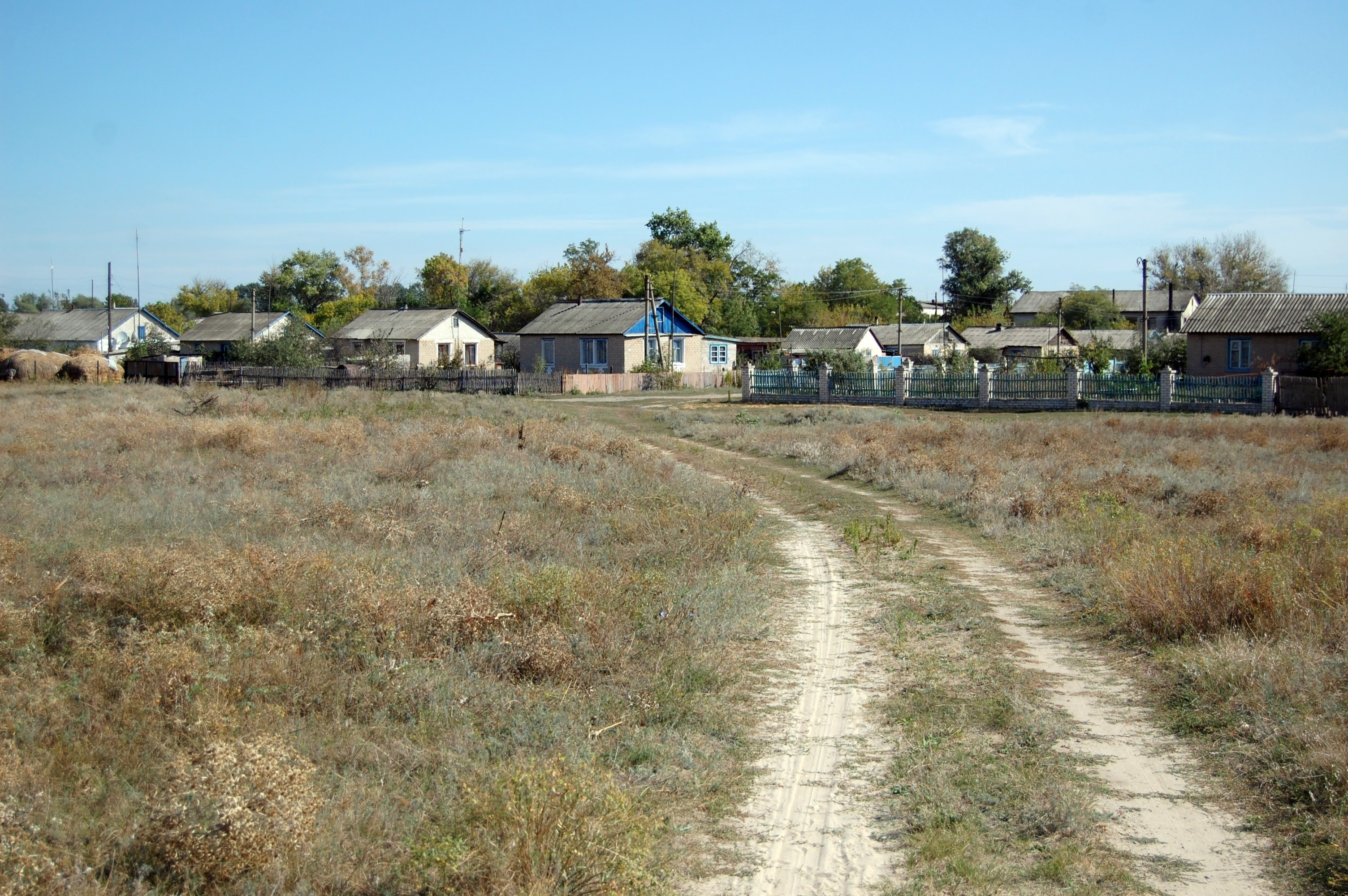
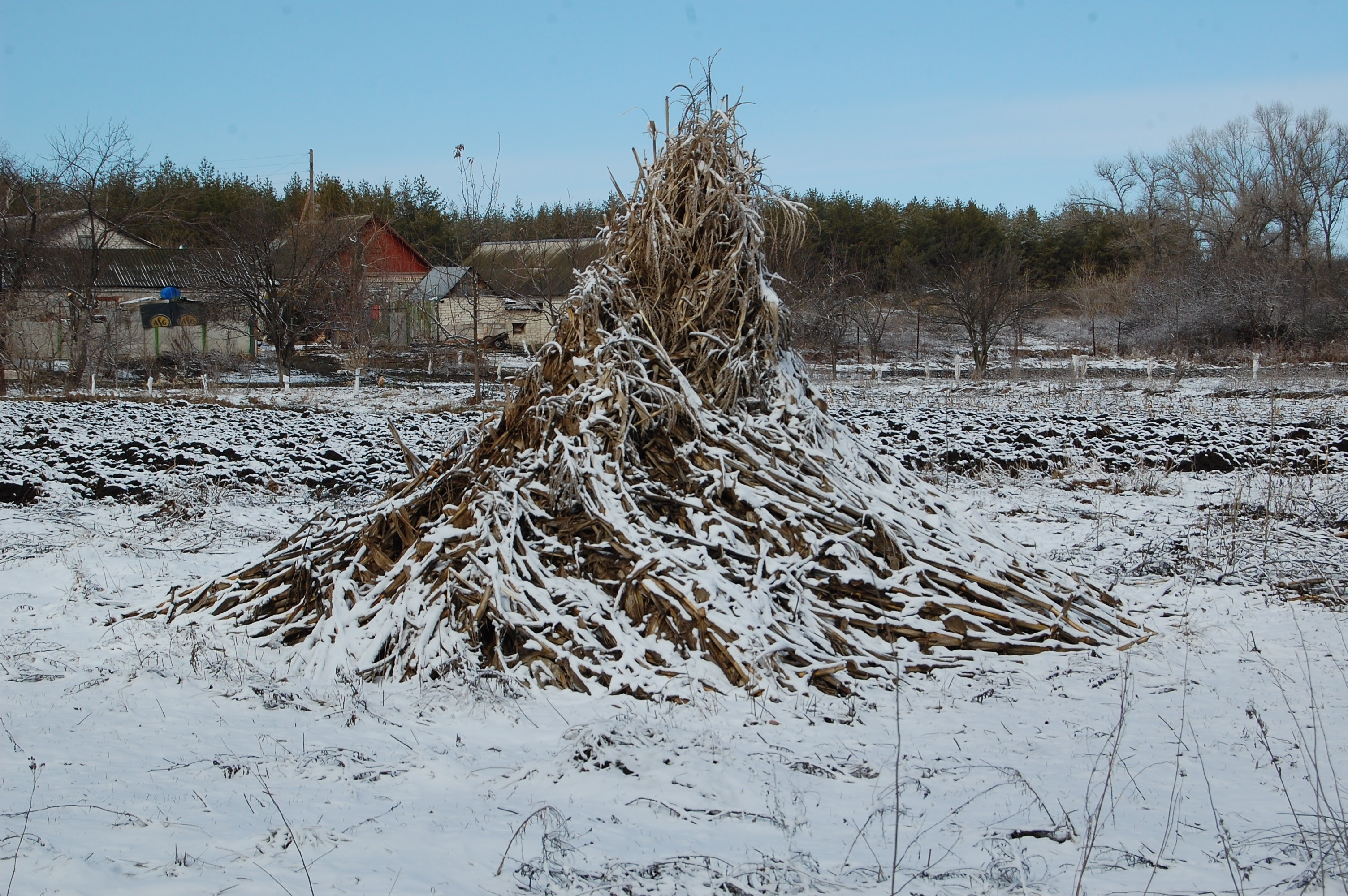
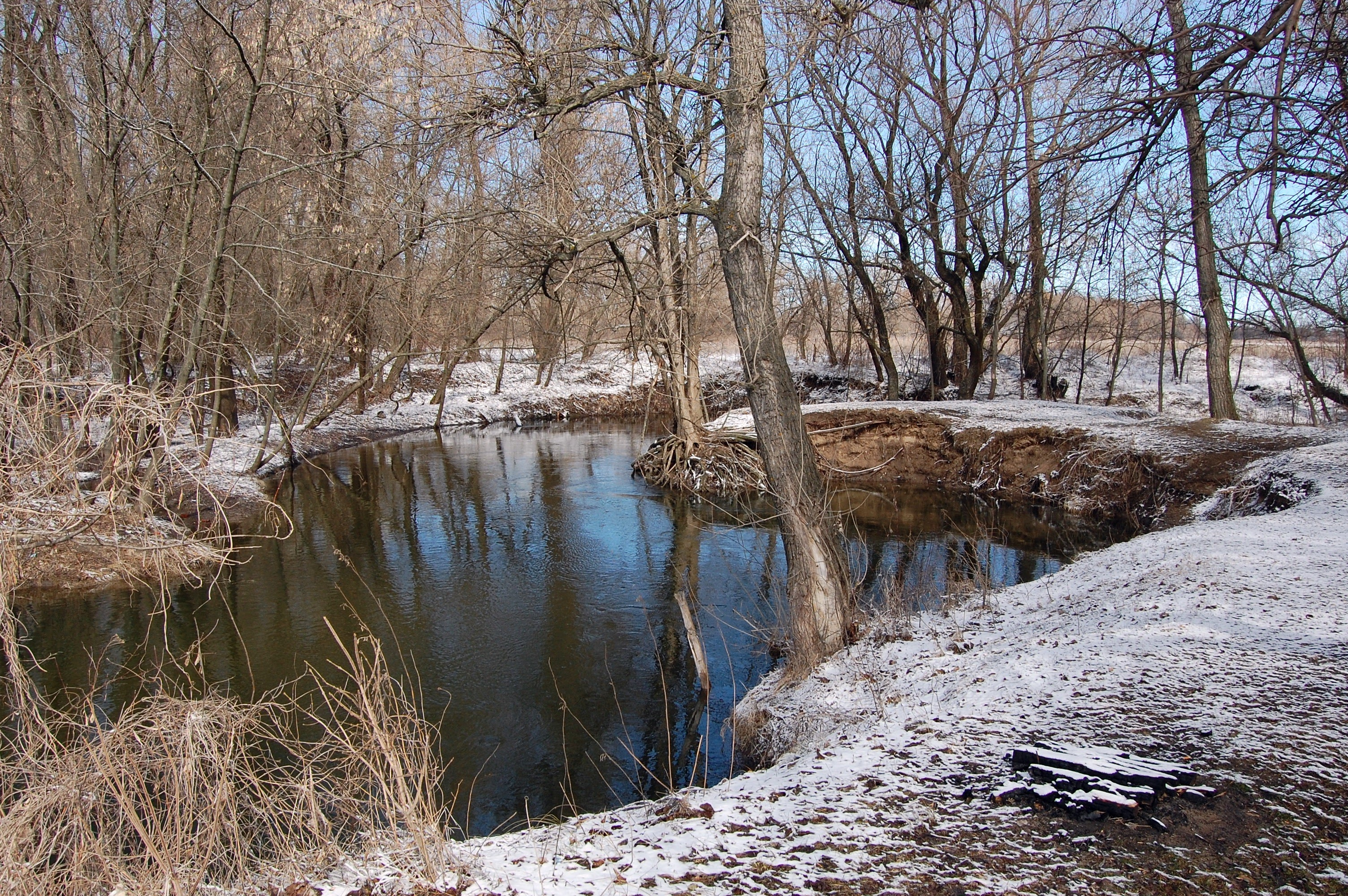
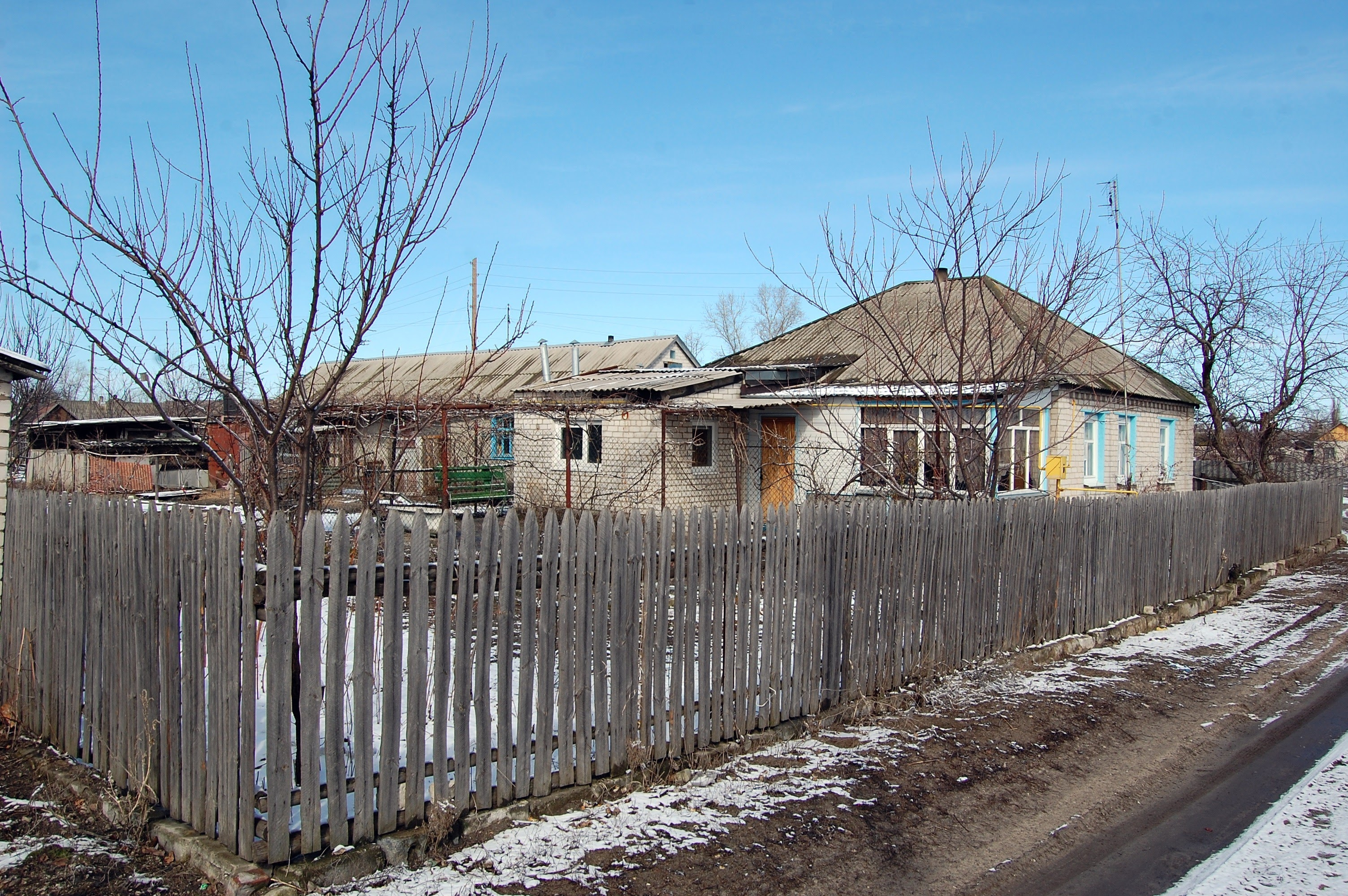
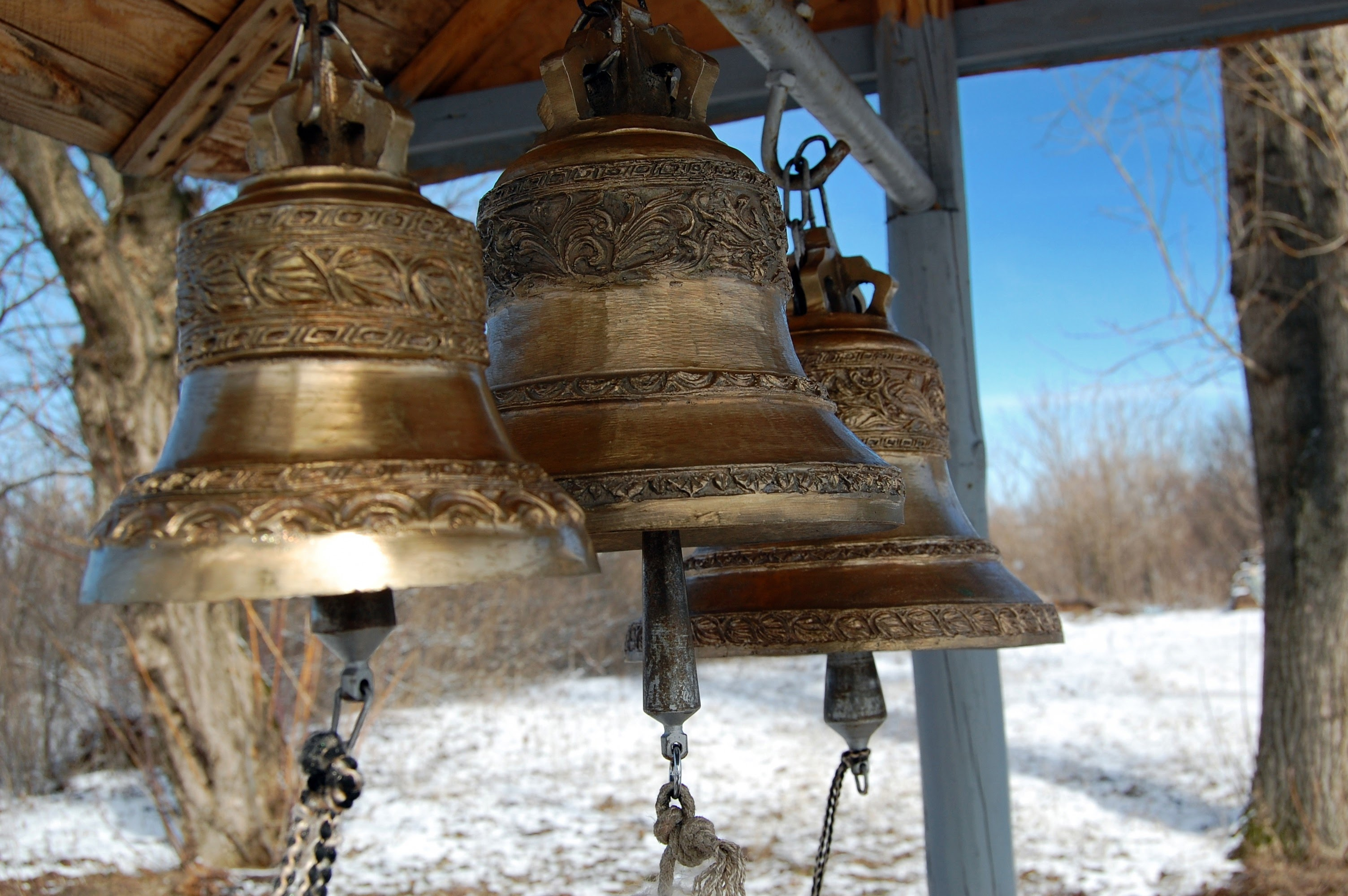
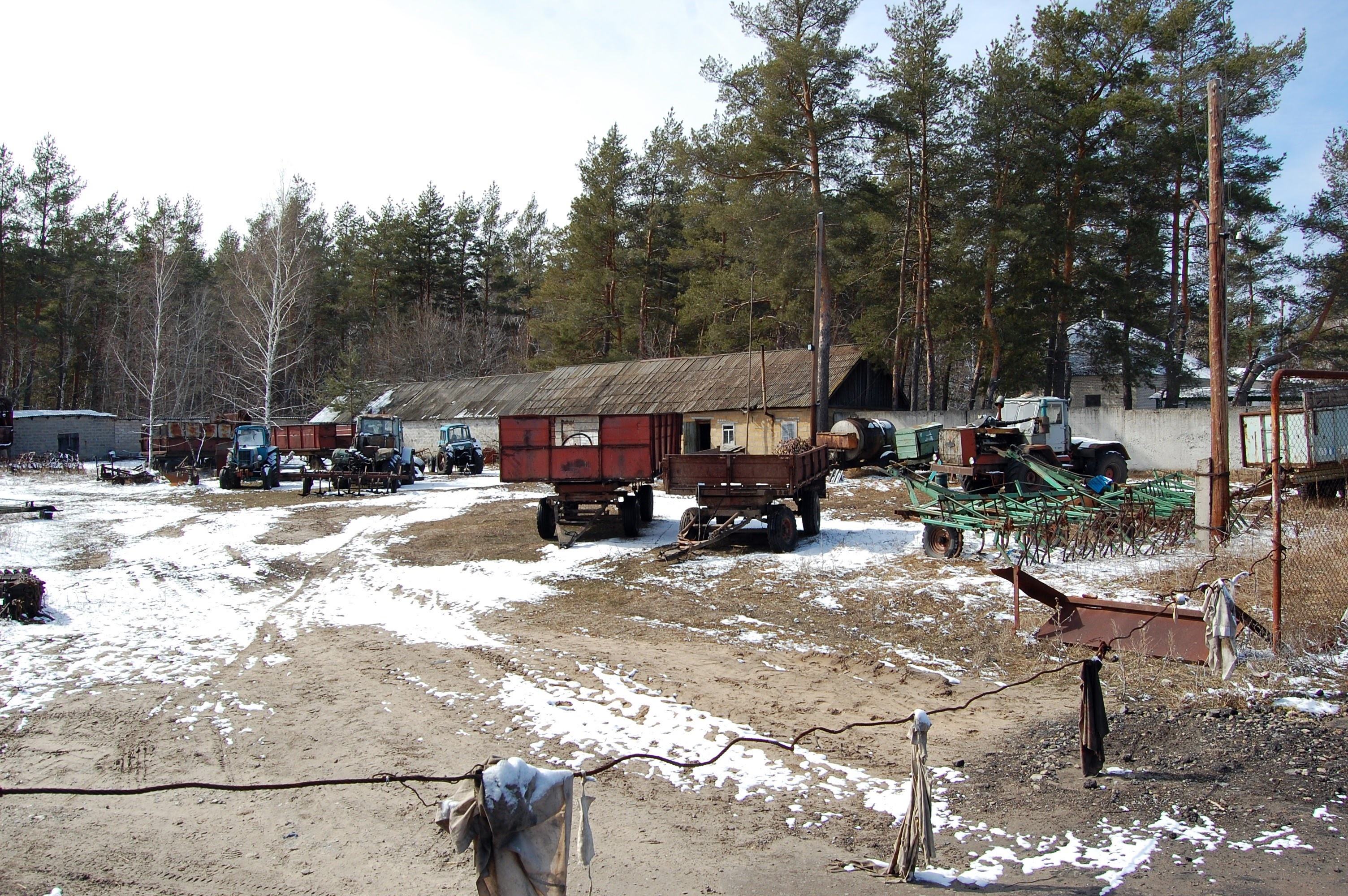
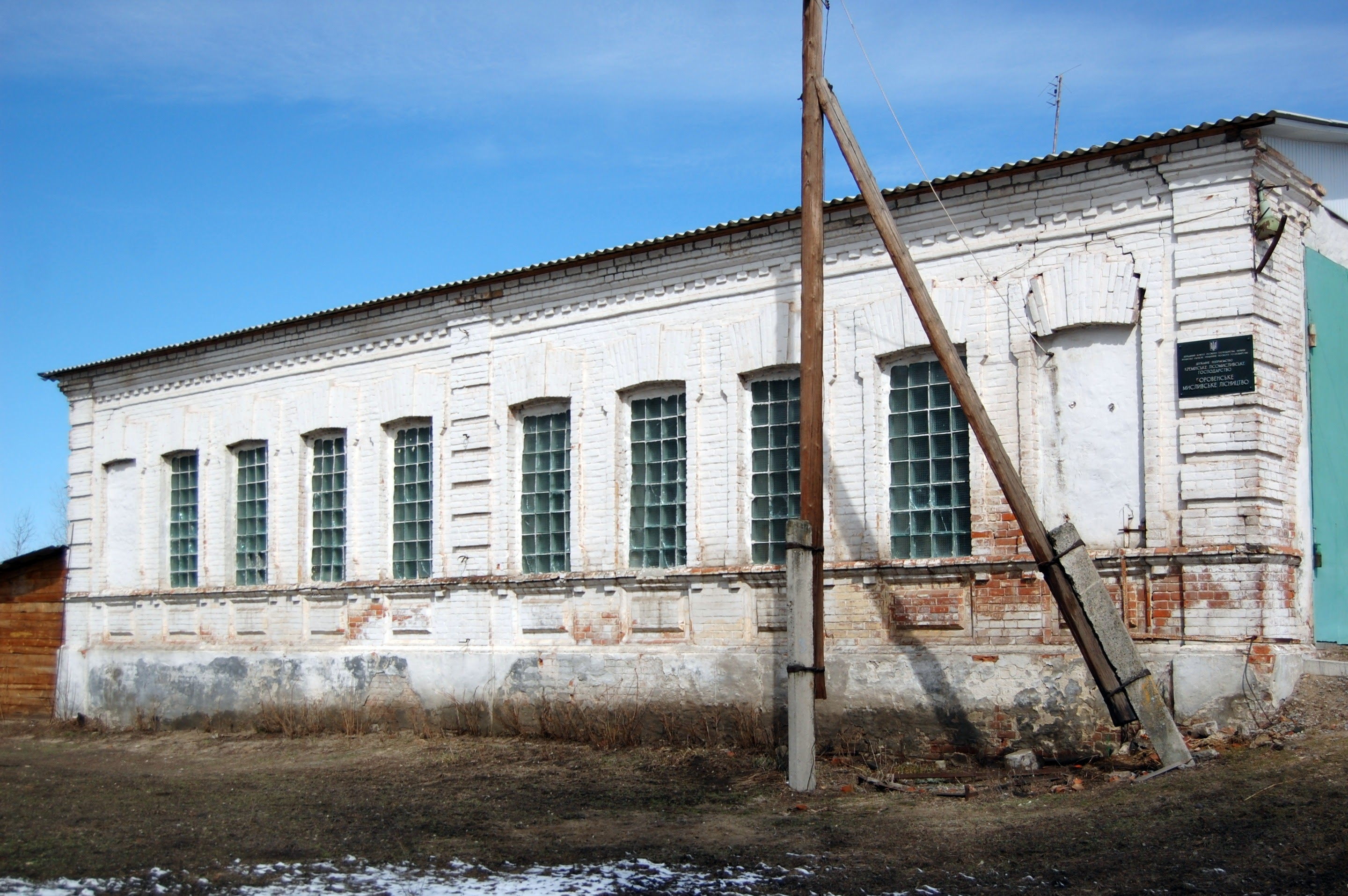
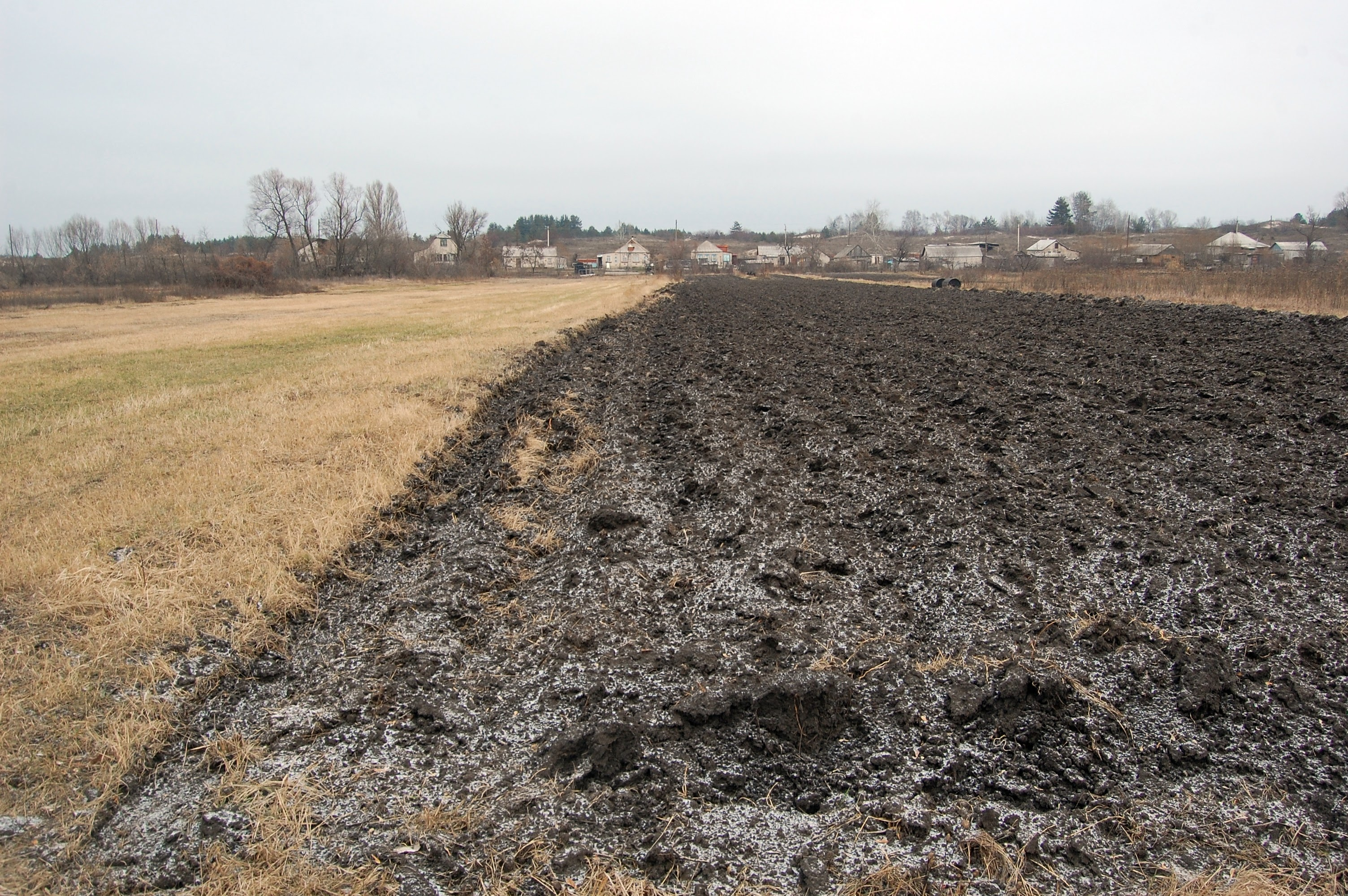
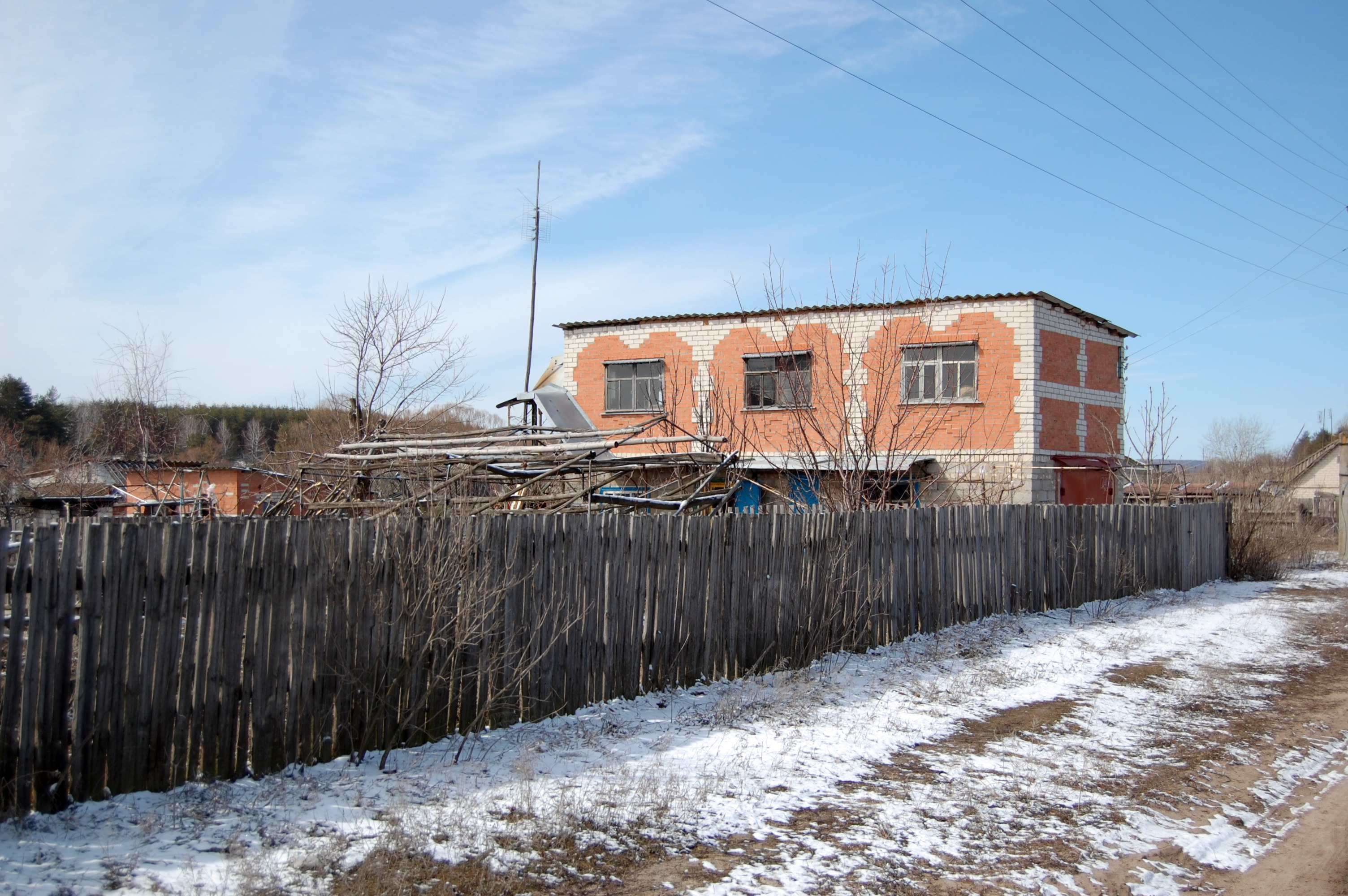
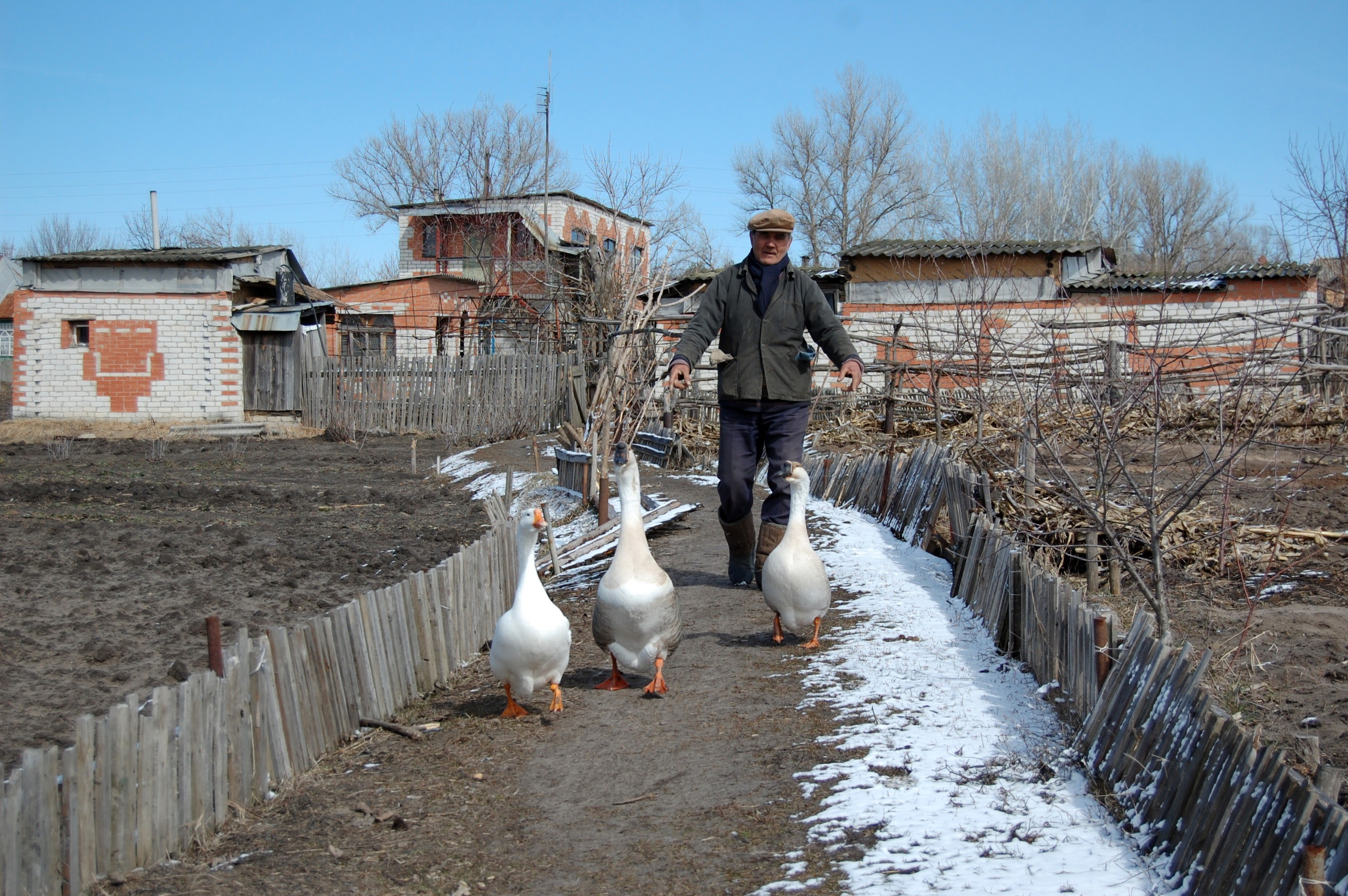
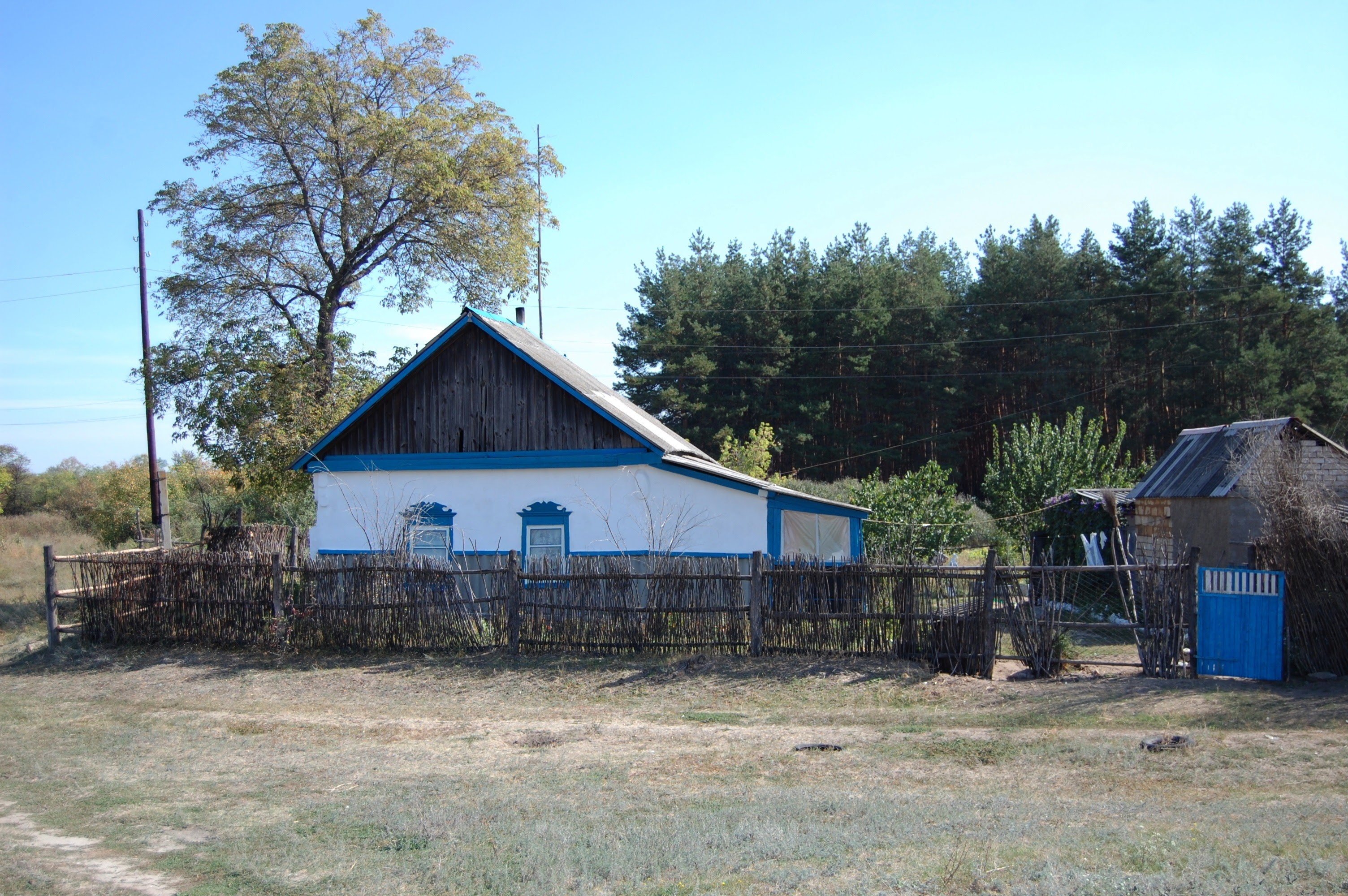
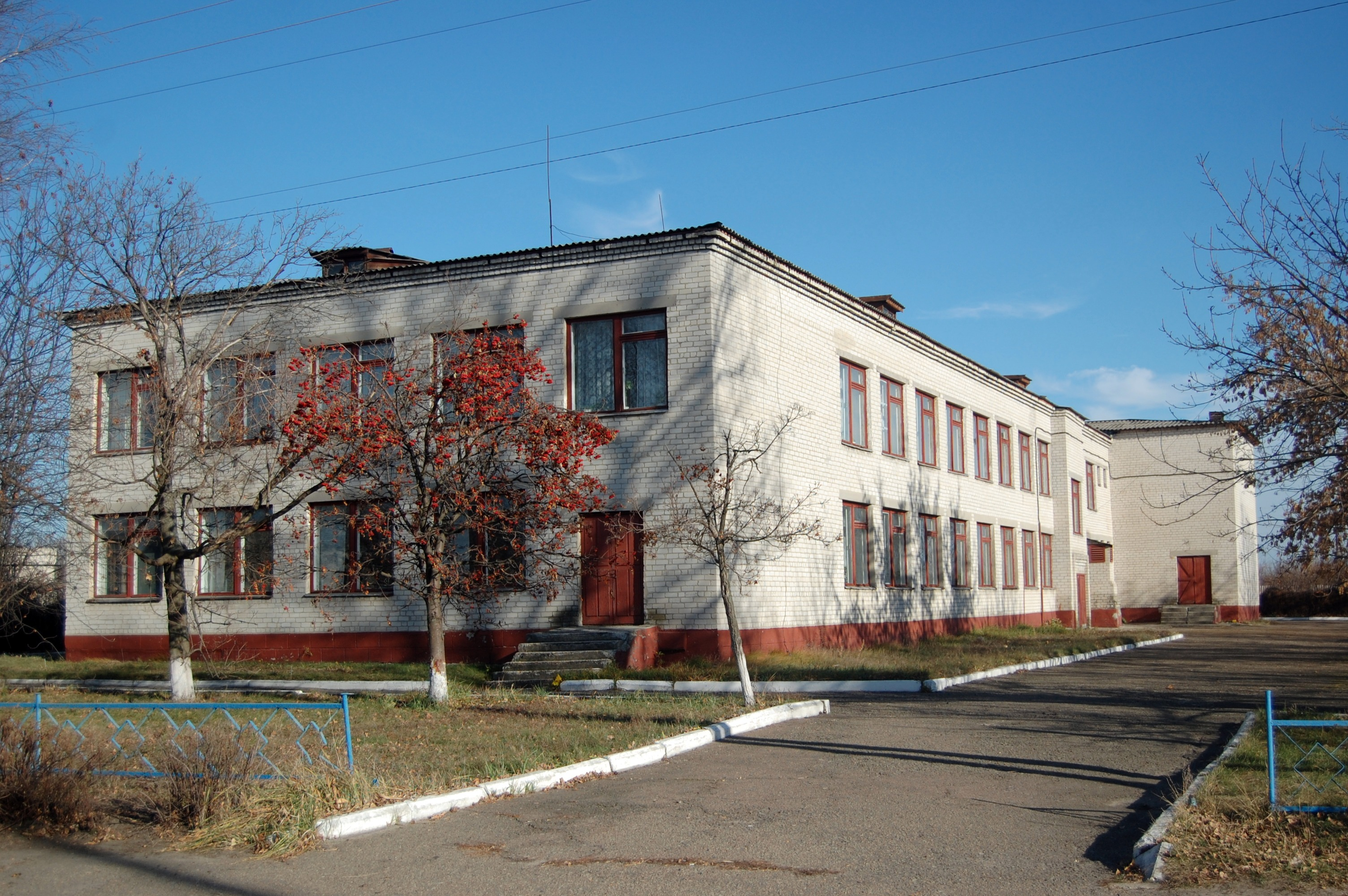
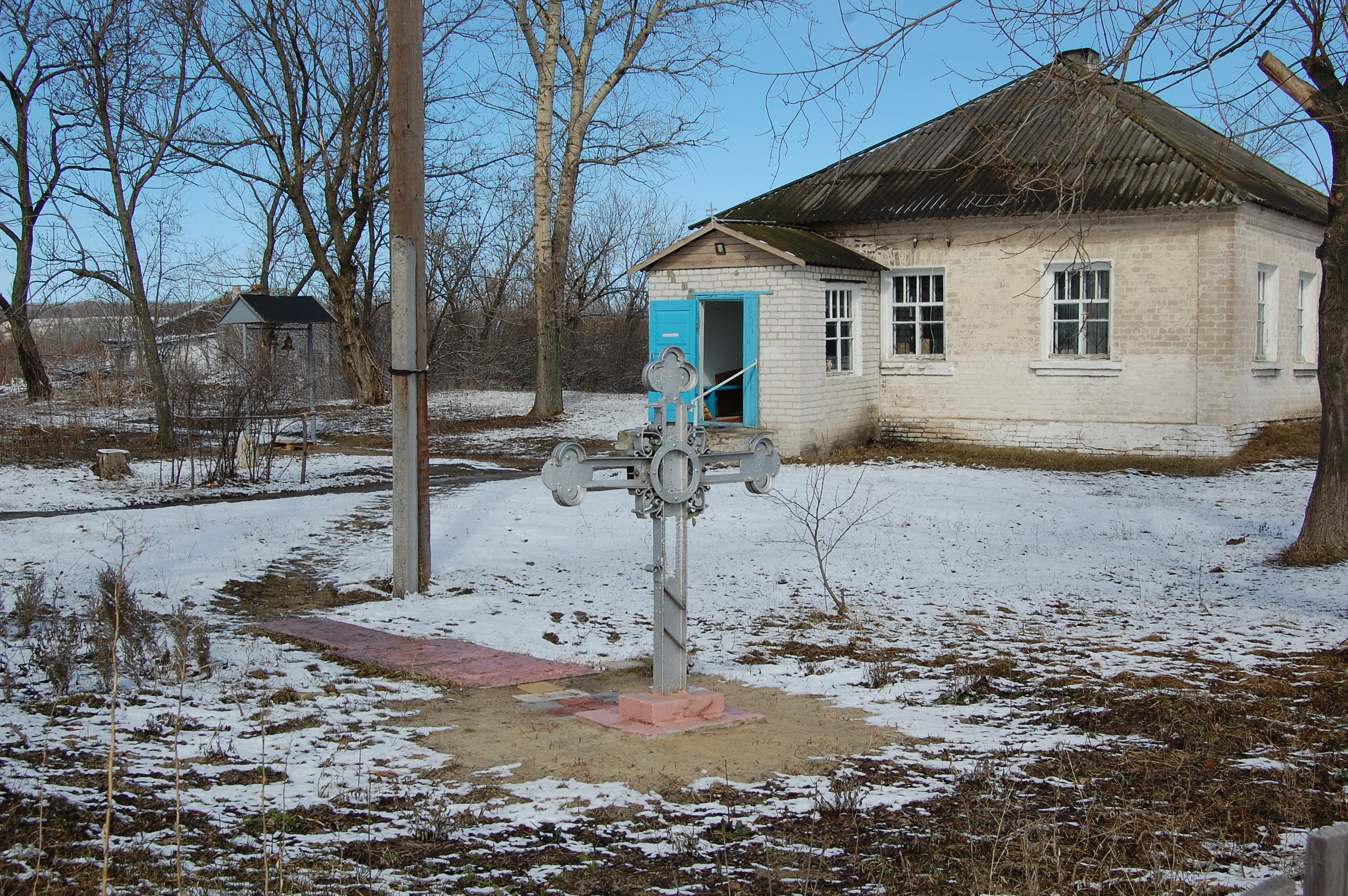
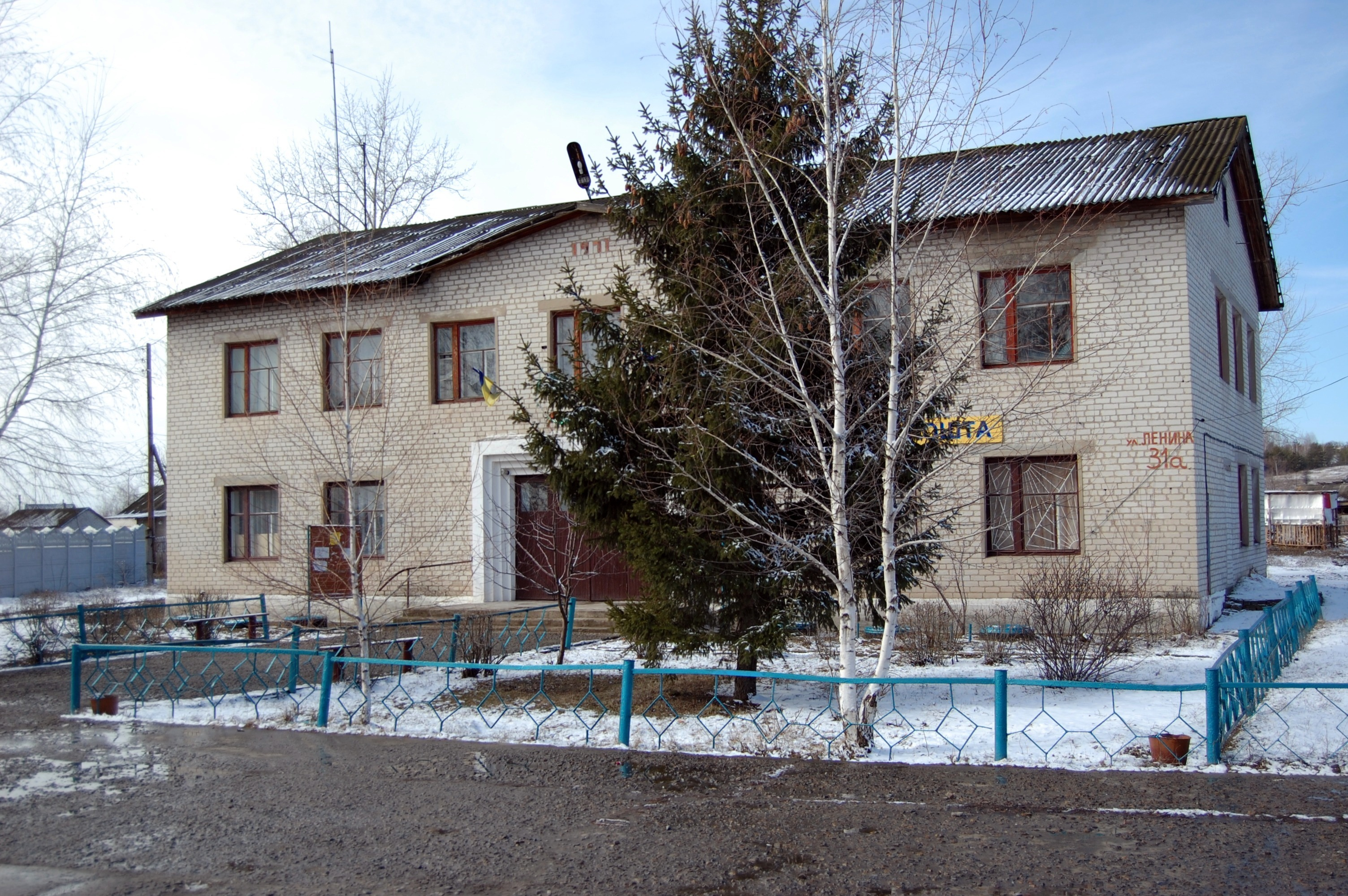
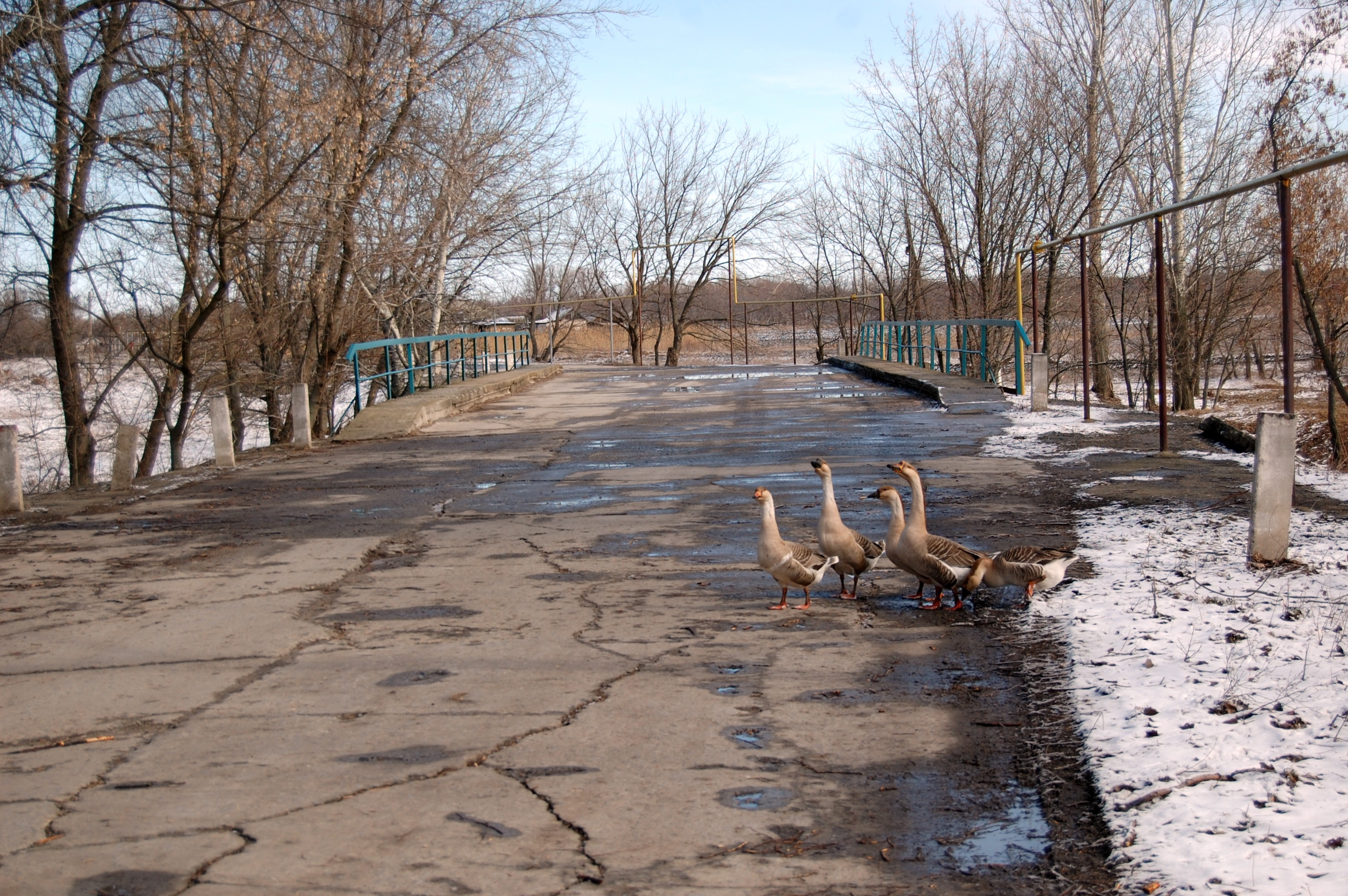
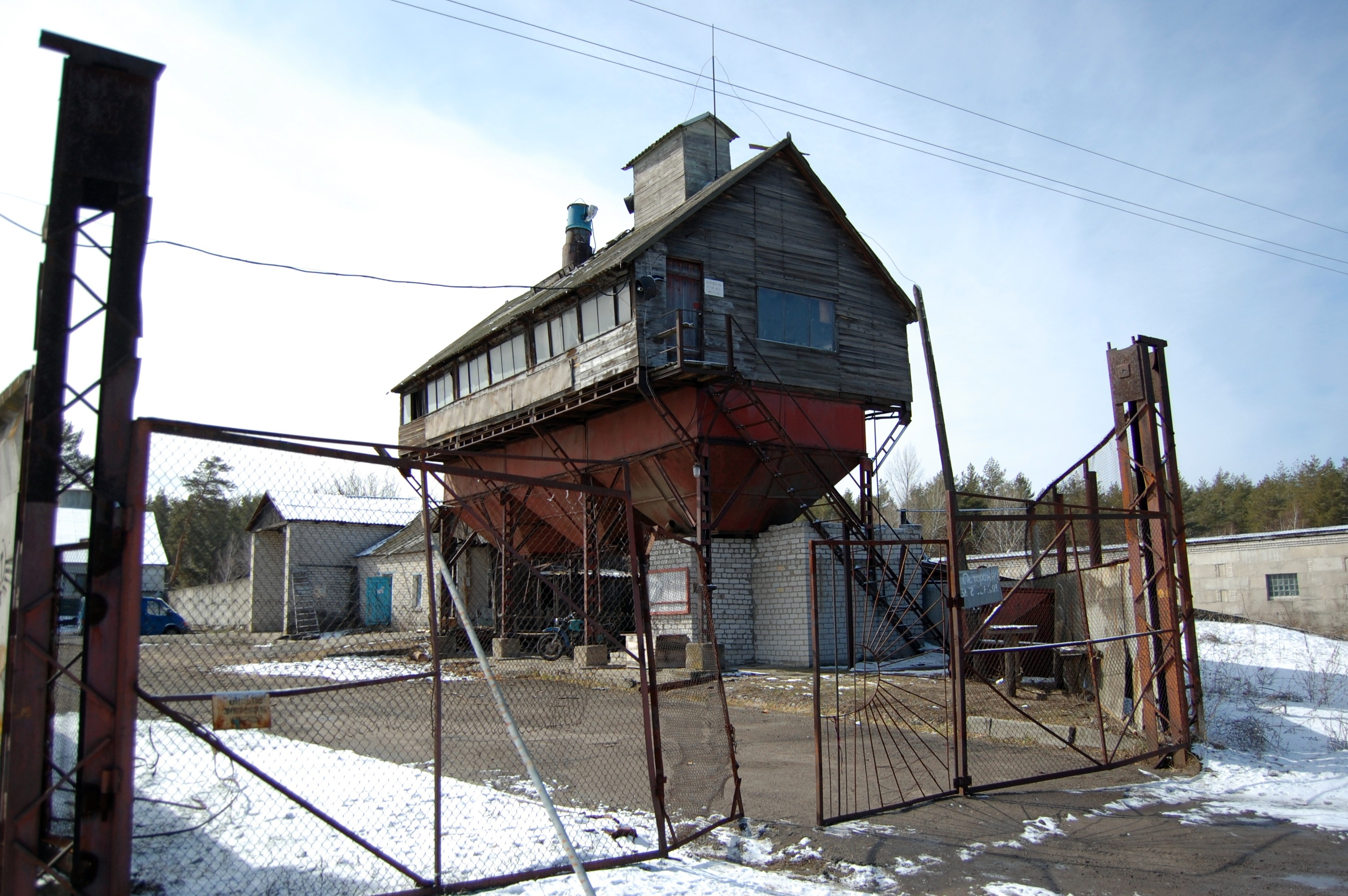
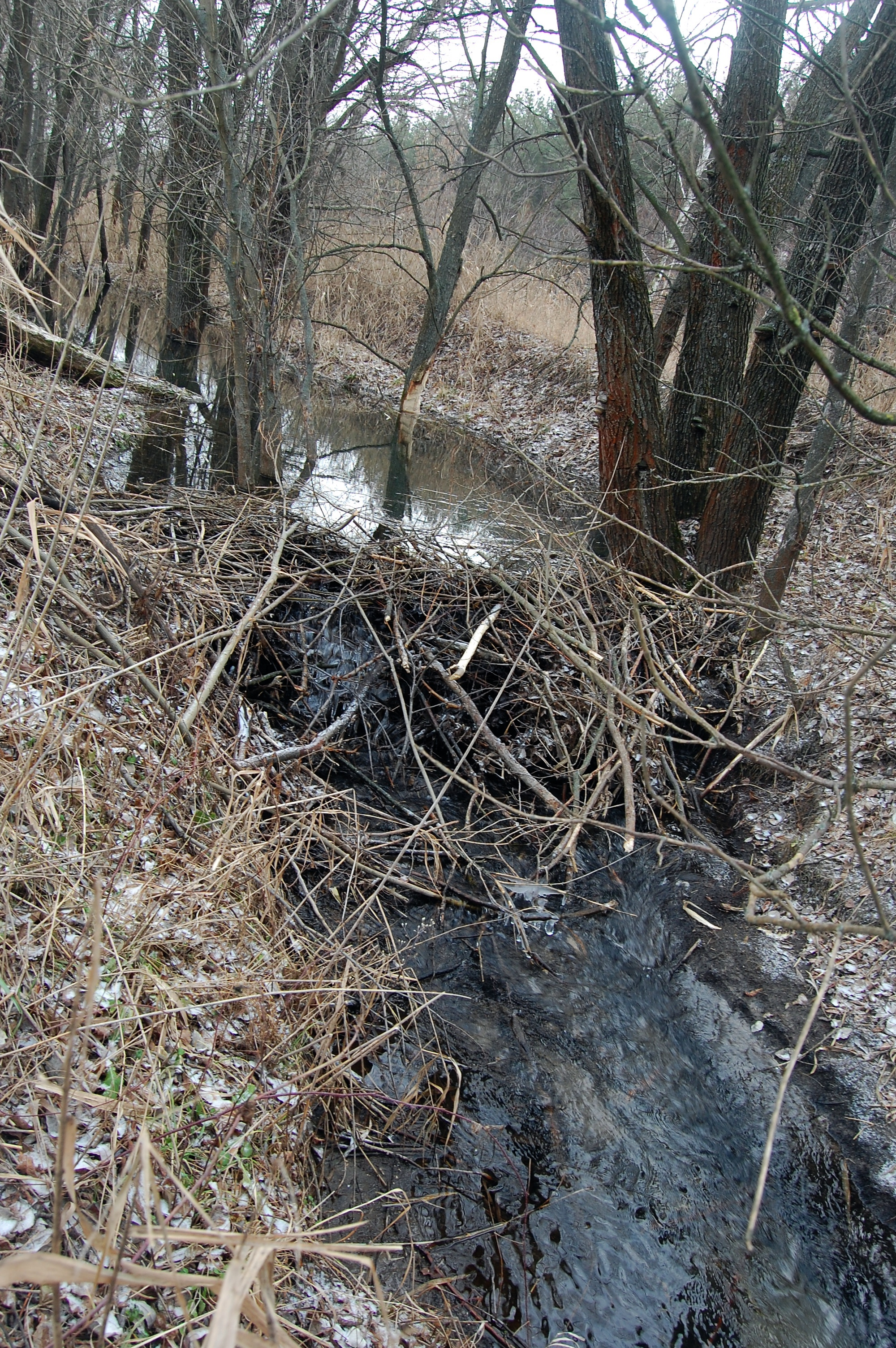
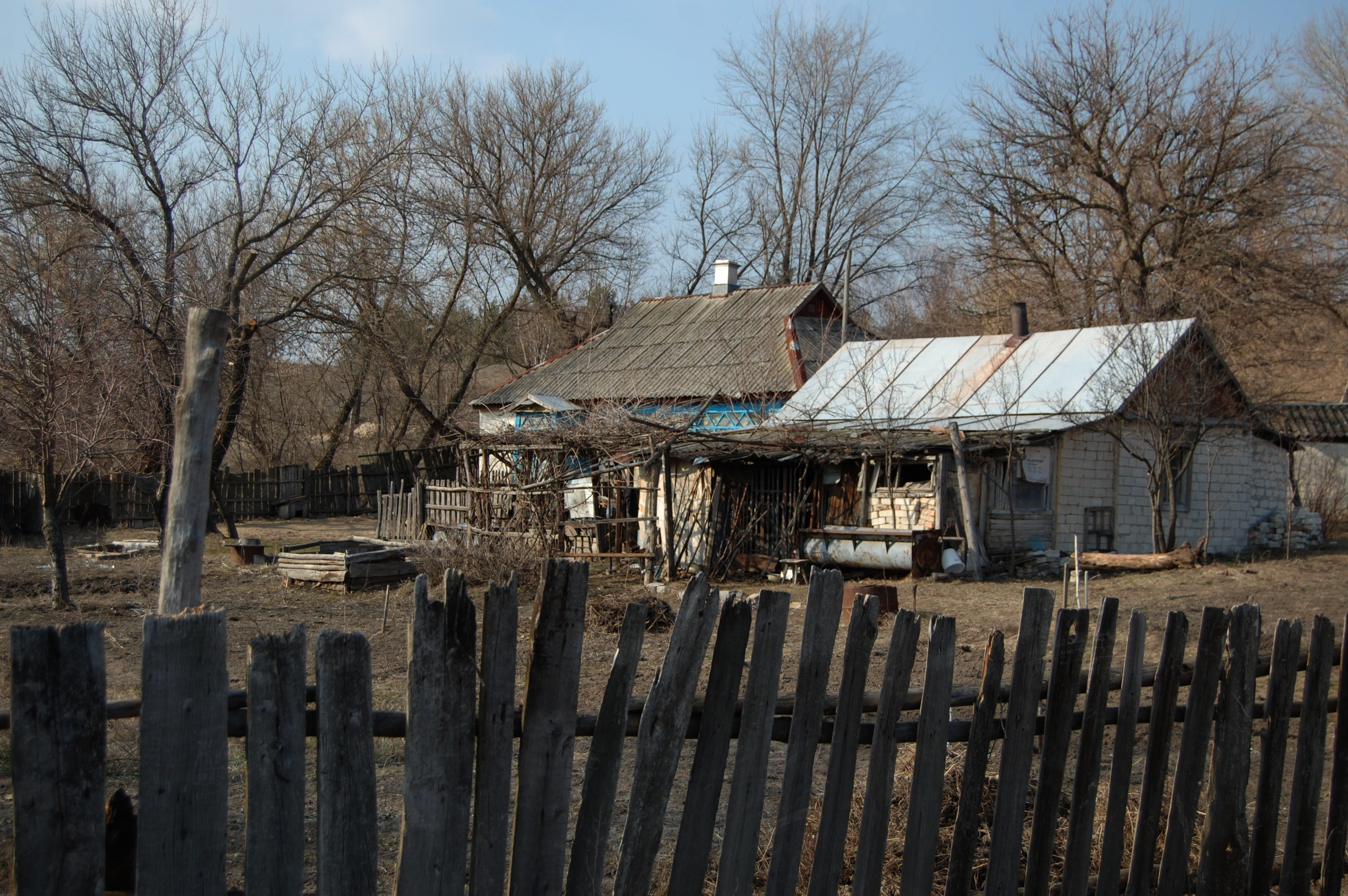

## Відомі люди
- Скулко Іван (роки життя невідомі) — козак 3-го Гайдамацького полку Армії УНР. Народився у с. Бровеньки — тепер село Кремінського району Луганської області. Учасник боїв з більшовиками влітку 1919 року на Поділлі.